# 国際生物学賞
国際生物学賞（こくさいせいぶつがくしょう）は、1985年に生物学の奨励を図ることを目的として、昭和天皇の在位60年を記念して創設された賞。日本学術振興会の国際生物学賞委員会が授与する。「生物学の研究において世界的に優れた業績を挙げ、世界の学術の進歩に大きな貢献をした研究者」に授与される。受賞者には賞状、賞牌、賞金1,000万円及び賜品が贈られる。
いずれも世界的に著名な研究者が受賞している。初回は昭和天皇の研究分野に関連した系統分類学の研究者に授与された。

## 受賞者
- 1985年 - エドレッド・ジョン・ヘンリー・コーナー（英語版）
- 1986年 - ピーター・ハミルトン・レーブン
- 1987年 - ジョン・ガードン
- 1988年 - 木村資生
- 1989年 - エリック・ジェームズ・デントン（英語版）
- 1990年 - 小西正一
- 1991年 - マーシャル・デビッドソン・ハッチ（英語版）
- 1992年 - クヌト・シュミットニールセン（英語版）
- 1993年 - エドワード・オズボーン・ウィルソン
- 1994年 - エルンスト・マイヤー
- 1995年 - イアン・リード・ギボンス（英語版）
- 1996年 - 柳町隆造
- 1997年 - エリオット・マーチン・マイエロヴィツ（英語版）
- 1998年 - オットー・トーマス・ソルブリーグ（英語版）
- 1999年 - 江橋節郎
- 2000年 - シーモア・ベンザー
- 2001年 - ハリー・ブラックモア・ウィッティントン（英語版）
- 2002年 - 根井正利
- 2003年 - 井上信也
- 2004年 - トーマス・キャバリエ＝スミス
- 2005年 - ナム・ハイ・チュア（英語版）
- 2006年 - サージ・ダアン（英語版）
- 2007年 - デビッド・スウェンソン・ホグネス（英語版）
- 2008年 - ジョージ・デイビッド・ティルマン（英語版）
- 2009年 - ウィンスロー・ラッセル・ブリッグス（英語版）
- 2010年 - ナンシー・モラーン（英語版）
- 2011年 - エリック・ハリス・デヴィドソン（英語版）
- 2012年 - ジョセフ・アルトマン（英語版）
- 2013年 - ジョセフ・フェルゼンシュタイン（英語版）
- 2014年 - ピーター・クレイン（英語版）
- 2015年 - 大隅良典
- 2016年 - スティーブン・フィリップ・ハッベル（英語版）
- 2017年 - リタ・ロッシ・コルウェル（英語版）
- 2018年 - アンドリュー・ハーバート・ノール（英語版）
- 2019年 - ナオミ・エレン・ピアス（英語版）
- 2020年 - 篠崎一雄
- 2021年 - ティモシー・ダグラス・ホワイト（英語版）
- 2022年 - 塚本勝巳
- 2023年 - リチャード・ダービン（英語版）
- 2024年 - アンゲリカ・ブラント（英語版）